# RABDe 500
SBB-CFF-FFS RABDe 500(프랑스어: SBB RABDe 500, 독일어: Intercity-Neigezug, ICN)은 스위스의 고속철도 차량이자 틸팅 열차이다. 2002년 스위스 서부에서 열린 국가 박람회인 엑스포.02(Expo.02)에 맞춰 2000년 5월 28일부터 운행하기 시작했다.